# WSA World Tour 2006/07
Die WSA World Tour 2006/07 umfasst alle bestätigten Turniere der professionellen Damensquash-Saison 2006/07 der WSA World Tour. Die nach dem Monat sortierte Übersicht zeigt den Ort des Turniers an, dessen Namen, das ausgeschüttete Gesamtpreisgeld, sowie die Siegerin des Turniers. In der abschließenden Tabelle werden sämtliche Turniersiegerinnen nach der Menge ihrer Titel aufgelistet. Dabei ist es nicht relevant, welche Wertigkeit die von der Spielerin gewonnenen Turniere besaßen, auch wenn eine entsprechende Erfassung erfolgt.
In der Saison 2006/07 fanden insgesamt 63 Turniere statt. Das Gesamtpreisgeld betrug 1.170.149 US-Dollar. Weltmeisterin wurde Nicol David, die gleichzeitig mit acht Turniersiegen die meisten Titel in dieser Saison gewann.

## Tourinformationen

### Anzahl nach Turnierserie
| Turnierserie | WM 1 | Go 50 2 | Go 35 | Si 25 3 | Si 15 | Tour 4 |
| ------------ | ---- | ------- | ----- | ------- | ----- | ------ |
| Anzahl       | 1    | 2       | 6     | 4       | 5     | 45     |
| Gesamt       | 1    | 8       | 8     | 9       | 9     | 45     |

## Turnierplan

### August
| Datum         | Ort          | Turnier                              | Preisgeld | Siegerin        |
| ------------- | ------------ | ------------------------------------ | --------- | --------------- |
| 09.08.–13.08. | Vancouver    | Sun & Surf Jericho Open 2006         | $ 5.500   | Melanie Jans    |
| 17.08.–20.08. | Auckland     | Five Star Finance Auckland Open 2006 | $ 11.250  | Shelley Kitchen |
| 20.08.–24.08. | Alexandria   | Alexandria Sporting Club Open 2006   | $ 14.450  | Isabelle Stoehr |
| 24.08.–27.08. | New Plymouth | Central Open 2006                    | $ 9.750   | Kasey Brown     |

### September
| Datum         | Ort        | Turnier                                       | Preisgeld | Siegerin    |
| ------------- | ---------- | --------------------------------------------- | --------- | ----------- |
| 01.09.–05.09. | Wah Cantt  | POF Wah Cantt Open 2006                       | $ 7.000   | Sharon Wee  |
| 12.09.–18.09. | Nottingham | Dunlop British Open Squash Championships 2006 | $ 32.500  | Nicol David |

### Oktober
| Datum         | Ort           | Turnier                                                   | Preisgeld | Siegerin        |
| ------------- | ------------- | --------------------------------------------------------- | --------- | --------------- |
| 02.10.–07.10. | Williamstown  | Berkshire Open 2006                                       | $ 11.100  | Sharon Wee      |
| 06.10.–08.10. | Enschede      | Pepsi Enschede Open 2006                                  | $ 4.000   | Sarah Kippax    |
| 09.10.–14.10. | New York City | Carol Weymuller Open 2006                                 | $ 31.500  | Rachael Grinham |
| 13.10.–15.10. | Goshen        | Subway Goshen Open 2006                                   | $ 6.500   | Aisling Blake   |
| 16.10.–22.10. | Hongkong      | Cathay Pacific Swiss Privilege Hong Kong Squash Open 2006 | $ 87.500  | Nicol David     |

### November
| Datum         | Ort           | Turnier                                  | Preisgeld | Siegerin        |
| ------------- | ------------- | ---------------------------------------- | --------- | --------------- |
| 10.11.–12.11. | Hoofddorp     | MeerSquashHeroes Open 2006               | $ 4.000   | Tenille Swartz  |
| 13.11.–18.11. | Wolverhampton | Wolverhampton Open 2006                  | $ 13.000  | Laura Massaro   |
| 20.11.–26.11. | Belfast       | Squash-Weltmeisterschaft der Frauen 2006 | $ 112.500 | Nicol David     |
| 27.11.–02.12. | Oslo          | Grays Oslo Open 2006                     | $ 14.750  | Shelley Kitchen |

### Dezember
| Datum         | Ort      | Turnier                  | Preisgeld | Siegerin        |
| ------------- | -------- | ------------------------ | --------- | --------------- |
| 04.12.–09.12. | Monaco   | Monte Carlo Classic 2006 | $ 31.000  | Natalie Grinham |
| 15.12.–17.12. | Hillegom | Flowerbulb Open 2006     | $ 4.000   | Annelize Naudé  |

### Januar
| Datum         | Ort       | Turnier                    | Preisgeld | Siegerin          |
| ------------- | --------- | -------------------------- | --------- | ----------------- |
| 03.01.–08.01. | Rye       | Marsh Apawamis Open 2007   | $ 47.800  | Natalie Grinham   |
| 09.01.–14.01. | Greenwich | Harrow Greenwich Open 2007 | $ 32.450  | Natalie Grinham   |
| 16.01.–21.01. | Berwyn    | Liberty Bell Open 2007     | $ 6.700   | Manuela Manetta   |
| 17.01.–21.01. | Hongkong  | Buler Challenge Cup 2007   | $ 14.000  | Rebecca Chiu      |
| 22.01.–29.01. | Dayton    | EBS Dayton Open 2007       | $ 14.800  | Omneya Abdel Kawy |

### Februar
| Datum         | Ort           | Turnier                     | Preisgeld | Siegerin         |
| ------------- | ------------- | --------------------------- | --------- | ---------------- |
| 01.02.–04.02. | Oslo          | Grays Norwegian Open 2007   | $ 7.800   | Lauren Siddall   |
| 06.02.–11.02. | Linköping     | Zack Swedish Open 2007      | $ 6.200   | Margriet Huisman |
| 14.02.–19.02. | Toronto       | Mayfair Lakeshore Open 2007 | $ 13.300  | Isabelle Stoehr  |
| 20.02.–23.02. | Southport     | Gannon Southport Open 2007  | $ 9.750   | Samantha Terán   |
| 21.02.–25.02. | Le Port-Marly | Des Pyramides Open 2007     | $ 8.100   | Isabelle Stoehr  |

### März
| Datum         | Ort          | Turnier                         | Preisgeld | Siegerin         |
| ------------- | ------------ | ------------------------------- | --------- | ---------------- |
| 05.03.–10.03. | Cleveland    | Burning River Classic 2007      | $ 20.900  | Natalie Grainger |
| 08.03.–11.03. | Genf         | Sigma Swiss Open 2007           | $ 4.000   | Margriet Huisman |
| 12.03.–17.03. | Kuala Lumpur | CIMB KL Open 2007               | $ 43.500  | Nicol David      |
| 16.03.–19.03. | Mikkeli      | Savcor Finnish Open 2007        | $ 6.200   | Louise Crome     |
| 22.03.–25.03. | Créteil      | Creteil International Open 2007 | $ 7.800   | Manuela Manetta  |

### April
| Datum         | Ort          | Turnier                           | Preisgeld | Siegerin        |
| ------------- | ------------ | --------------------------------- | --------- | --------------- |
| 04.04.–08.04. | Kuala Lumpur | NSC Satellite No1 2007            | $ 4.000   | Annie Au        |
| 06.04.–11.04. | Kuwait       | Sheikha Al Saad Kuwait Open 2007  | $ 58.499  | Nicol David     |
| 10.04.–15.04. | Malmö        | Malmo Open 2007                   | $ 4.000   | Laura Mylotte   |
| 11.04.–16.04. | Toronto      | Toronto Open 2007                 | $ 11.150  | Samantha Terán  |
| 11.04.–17.04. | Doha         | Qatar Classic 2006 1              | $ 82.000  | Nicol David     |
| 13.04.–15.04. | Hellendoorn  | Spaworld Hellendoorn Open 2007    | $ 4.000   | Elise Ng        |
| 17.04.–22.04. | Dublin       | Cannon Kirk Homes Irish Open 2007 | $ 20.300  | Madeline Perry  |
| 23.04.–28.04. | Seoul        | Seoul Open 2007                   | $ 50.000  | Natalie Grinham |

 1 Ursprünglich sollte das Turnier bereits im Dezember 2006 ausgetragen werden, wurde wegen Bauarbeiten in der Austragungsstätte dann aber auf April 2007 verschoben.

### Mai
| Datum         | Ort          | Turnier                                    | Preisgeld | Siegerin          |
| ------------- | ------------ | ------------------------------------------ | --------- | ----------------- |
| 07.05.–13.05. | Hurghada     | Hurghada International 2007                | $ 21.200  | Rachael Grinham   |
| 08.05.–13.05. | Dallas       | Texas Open 2007                            | $ 23.100  | Natalie Grainger  |
| 11.05.–13.05. | Darwin       | Top End Open 2007                          | $ 5.100   | Sarah Fitz-Gerald |
| 14.05.–18.05. | Kuala Lumpur | NSC Satellite No2 2007                     | $ 4.000   | Line Hansen       |
| 14.05.–19.05. | Goshen       | Subway Goshen Open 2007                    | $ 15.650  | Rebecca Chiu      |
| 16.05.–19.05. | Carcassonne  | Carcassonne City Open 2007                 | $ 10.100  | Laura Hill        |
| 17.05.–20.05. | Perth        | City of Joondalup Open 2007                | $ 5.100   | Amelia Pittock    |
| 19.05.–23.05. | Kuala Lumpur | NSC Satellite No3 2007                     | $ 4.000   | Delia Arnold      |
| 24.05.–28.05. | Kuala Lumpur | NSC Super Satellite No1 2007               | $ 7.000   | Line Hansen       |
| 25.05.–27.05. | Perth        | City of Perth International Challenge 2007 | $ 5.100   | Lisa Camilleri    |

### Juni
| Datum         | Ort          | Turnier                                       | Preisgeld | Siegerin         |
| ------------- | ------------ | --------------------------------------------- | --------- | ---------------- |
| 02.06.–03.06. | Almere       | Hemubo Almere Trophy 2007                     | $ 4.000   | Margriet Huisman |
| 08.06.–10.06. | Naracoorte   | Naracoorte Open 2007                          | $ 5.100   | Peta Hughes      |
| 15.06.–17.06. | New Plymouth | Central Open 2007                             | $ 13.300  | Kasey Brown      |
| 20.06.–24.06. | Los Angeles  | Epstein Becker & Green Los Angeles Open 2007  | $ 23.100  | Natalie Grainger |
| 21.06.–24.06. | Auckland     | North Shore Open 2007                         | $ 6.700   | Shelley Kitchen  |
| 25.06.–28.06. | Kuala Lumpur | NSC Satellite No4 2007                        | $ 4.000   | Line Hansen      |
| 27.06.–01.07. | Adelaide     | Partek South Australian Open 2007             | $ 5.100   | Amelia Pittock   |
| 27.06.–01.07. | San Diego    | Betteridge & Breitling San Diego Classic 2007 | $ 10.750  | Natalie Grainger |
| 29.06.–03.07. | Kuala Lumpur | NSC Super Satellite No2 2007                  | $ 7.000   | Rebecca Chiu     |

### Juli
| Datum         | Ort          | Turnier                                      | Preisgeld | Siegerin        |
| ------------- | ------------ | -------------------------------------------- | --------- | --------------- |
| 04.07.–08.07. | Clare        | Clare Valley Australian Open 2007            | $ 16.100  | Shelley Kitchen |
| 04.07.–09.07. | Edmonton     | Royal Glenora Club Open 2007                 | $ 10.100  | Alana Miller    |
| 23.07.–28.07. | Kuala Lumpur | CIMB Malaysian Open Squash Championship 2007 | $ 43.500  | Nicol David     |
| 30.07.–04.08. | Singapur     | CIMB Singapore Masters 2007                  | $ 43.500  | Nicol David     |

## Turniersiegerinnen
| Platz | Spielerin         | Siege | WM 1 | Go 50 2 | Go 35 | Si 25 3 | Si 15 | Tour 4 |
| ----- | ----------------- | ----- | ---- | ------- | ----- | ------- | ----- | ------ |
| 1.    | Nicol David       | 8     | 1    | 2       | 4     | 1       |       |        |
| 2.    | Natalie Grainger  | 4     |      |         |       |         | 3     | 1      |
| 2.    | Natalie Grinham   | 4     |      |         | 2     | 2       |       |        |
| 2.    | Shelley Kitchen   | 4     |      |         |       |         |       | 4      |
| 5.    | Rebecca Chiu      | 3     |      |         |       |         |       | 3      |
| 5.    | Line Hansen       | 3     |      |         |       |         |       | 3      |
| 5.    | Margriet Huisman  | 3     |      |         |       |         |       | 3      |
| 5.    | Isabelle Stoehr   | 3     |      |         |       |         |       | 3      |
| 9.    | Kasey Brown       | 2     |      |         |       |         |       | 2      |
| 9.    | Rachael Grinham   | 2     |      |         |       | 1       | 1     |        |
| 9.    | Manuela Manetta   | 2     |      |         |       |         |       | 2      |
| 9.    | Amelia Pittock    | 2     |      |         |       |         |       | 2      |
| 9.    | Samantha Terán    | 2     |      |         |       |         |       | 2      |
| 9.    | Sharon Wee        | 2     |      |         |       |         |       | 2      |
| 15.   | Delia Arnold      | 1     |      |         |       |         |       | 1      |
| 15.   | Annie Au          | 1     |      |         |       |         |       | 1      |
| 15.   | Aisling Blake     | 1     |      |         |       |         |       | 1      |
| 15.   | Lisa Camilleri    | 1     |      |         |       |         |       | 1      |
| 15.   | Louise Crome      | 1     |      |         |       |         |       | 1      |
| 15.   | Sarah Fitz-Gerald | 1     |      |         |       |         |       | 1      |
| 15.   | Laura Hill        | 1     |      |         |       |         |       | 1      |
| 15.   | Peta Hughes       | 1     |      |         |       |         |       | 1      |
| 15.   | Melanie Jans      | 1     |      |         |       |         |       | 1      |
| 15.   | Omneya Abdel Kawy | 1     |      |         |       |         |       | 1      |
| 15.   | Sarah Kippax      | 1     |      |         |       |         |       | 1      |
| 15.   | Laura Massaro     | 1     |      |         |       |         |       | 1      |
| 15.   | Alana Miller      | 1     |      |         |       |         |       | 1      |
| 15.   | Laura Mylotte     | 1     |      |         |       |         |       | 1      |
| 15.   | Annelize Naudé    | 1     |      |         |       |         |       | 1      |
| 15.   | Elise Ng          | 1     |      |         |       |         |       | 1      |
| 15.   | Madeline Perry    | 1     |      |         |       |         | 1     |        |
| 15.   | Lauren Siddall    | 1     |      |         |       |         |       | 1      |
| 15.   | Tenille Swartz    | 1     |      |         |       |         |       | 1      |

 1 WSA Weltmeisterschaft

 2 WSA Gold

 3 WSA Silver

 4 WSA Tour